# 吉恩·英格伦
吉恩·E·英格伦（英語：Gene E. Englund，1917年10月21日—1995年11月5日），美国NBA联盟前职业篮球运动员。